# زبان نوشتاری
زبان نوشتاری سیستم منظم نمادهای نوشتاری یا نویسه‌واره‌های معنادار است که به حفظ، بازتاب و انتقال زبان گفتاری کمک می‌کند.
در زبان‌شناسی، نویسه‌واره کوچکترین نماد زبان نوشتاری‌اند که مانند حرف، موجب تمایز معنایی می‌شود، مثل نمادهای «م»، «:»، و «؟» که هر یک می‌توانند معنا را تغییر دهند. حروف الفبا، ارقام، نشانه‌های نقطه‌گذاری و اِعراب‌گذاری (نشانه‌های سجاوندی)، همگی زیرمجموعه‌ای از نویسه‌واره‌ها هستند.
قسمت عمده زبان نوشتاری را خط (حروف و حرکات) و مابقی را ارقام و علامات تشکیل می‌دهد.

## تاریخچه
تاریخ زبان نوشتاری معمولاً با تاریخ خط هم سابقه و هم قدمت می‌باشد. چرا که در سیستم نوشتار ابتدا خط پدید آمده سپس با افزوده شدن علامات کامل شده است.